# Holbæk
Die dänische Hafenstadt Holbæk anhörenⓘ [ˈhɔlʔbɛg] befindet sich im Nordwesten der Region Sjælland, am Holbækfjord, der Teil des Isefjords ist. Sie ist Verwaltungssitz der Holbæk Kommune auf Seeland.

## Geschichte
Der Ort wird 1199 als Holbækgaard erstmals erwähnt. Die Stadt wuchs um die 1236 von König Waldemar II. errichtete Burg. Bis 1970 gehörte sie zur Harde Merløse Herred im damaligen Holbæk Amt, danach zur Holbæk Kommune im Vestsjællands Amt, die im Zuge der  Kommunalreform zum 1. Januar 2007 in der „neuen“ Holbæk Kommune in der Region Sjælland aufgegangen ist. Heute erstreckt sie sich über die Kirchspielsgemeinden (dän.: Sogn) Vipperød Sogn, Sankt Nikolai Sogn, Butterup-Tuse Sogn und Tveje Merløse Sogn.

## Bevölkerung
Entwicklung der Einwohnerzahl (jeweils 1. Januar):
| Jahr      | 1980   | 1985   | 1990   | 1995   | 2000   |
| Einwohner | 29.578 | 30.154 | 31.151 | 32.485 | 33.864 |
|           |        |        |        |        |        |
| Jahr      | 2005   | 2010   | 2015   | 2023   |        |
| Einwohner | 35.113 | 27.157 | 26.961 | 29.960 |        |

## Verkehr
Über Holbæk verläuft die DSB-Bahnlinie von Roskilde nach Kalundborg. Im Südosten der Stadt führt die zweispurige Straßenbrücke Munkholmbroen über den Tempelkrogen im Isefjord.

## Kultur und Sehenswürdigkeiten

### Bauwerke
- St.-Nikolai-Kirche (Holbæk)
- Tveje Merløse Kirke

### Museen
- Holbæk Museum, kulturhistorisches Heimatmuseum
- Andelslandsbyen Nyvang, Freilichtmuseum
- Danmarks Vej- og Bromuseum, eröffnet 2011, aufgegeben 2012

### Kunsthochschule
Im Herrenhaus Holbæk Slots Ladegaard, dessen Hauptgebäude aus dem Ende des 18. Jahrhunderts stammt, ist seit 1963 die Kunsthøjskolen i Holbæk (Kunsthochschule in Holbæk) untergebracht. Als erste seiner Art in Dänemark können an der privaten Hochschule bis zu 75 Kunstinteressierte jeden Alters mehrmonatige intensive Kurse belegen – ohne eine Aufnahmeprüfung ablegen zu müssen. Die sehr freie Ausbildung wird von professionellen Künstlern geleistet. Zum ständigen Stab gehören Künstler wie Nis Rømer, Niels Bonde und Hanne Lange Houlberg. Als Gastdozenten arbeiten bekannte Künstler wie die Documenta-Teilnehmer Lea Porsager und Christoph Schäfer. Die Kunsthochschule wird von dem deutschen Musiker Michael Nielen geleitet.

## Städtepartnerschaften

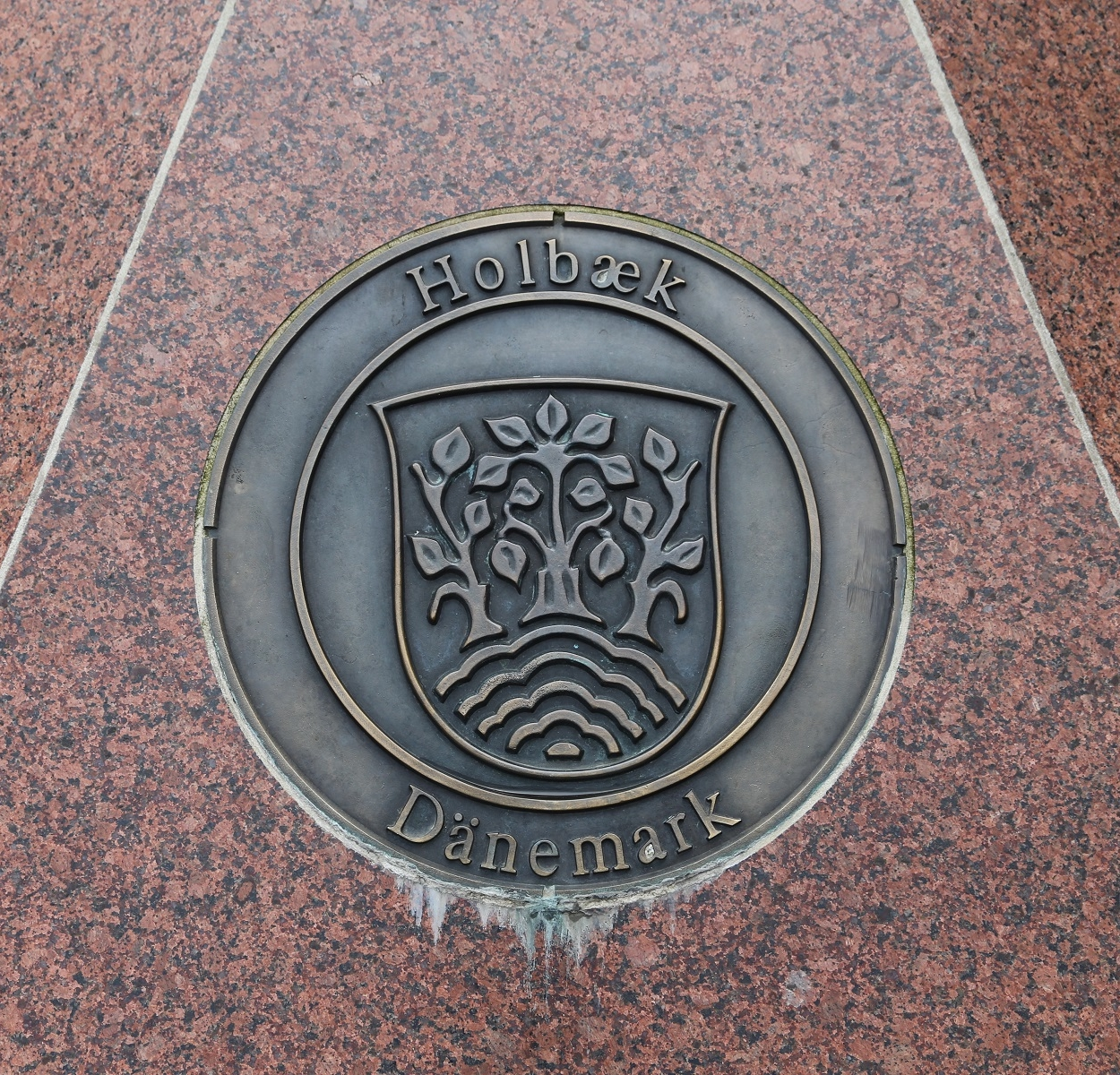
Siegel von Holbæk in der Partnerstadt Celle

Holbæk unterhält Städtepartnerschaften mit folgenden Städten:
- Celle und Wesenberg in Deutschland
- Laihia und Paimio in Finnland
- Dorchester in Großbritannien
- Priekulė in Lettland
- Trysil und Ås in Norwegen
- Kil, Ljungby und Trelleborg in Schweden

## Söhne und Töchter
- Adam Christopher Knuth (1755–1844), Kammerherr und Geheimrat
- Sophy Christensen (1867–1955), erste dänische Tischlerin
- Jørgen Frantzen (1935–2020), Ruderer
- Inga Nielsen (1946–2008), Opern- und Konzertsängerin
- Torben Winther (* 1949), Handballtrainer
- Niels Tune Hansen (* 1953), Fußballspieler
- Susanne Augustesen (* 1956), Fußballspielerin
- Nicolai Wammen (* 1971), Politiker
- Tue Greenfort (* 1973), Künstler
- Jacob Jensen (* 1973), Politiker
- Andreas Jakobsen (* 1983), Basketballspieler
- Kaare Dybvad (* 1984), Politiker
- Mads Mensah Larsen (* 1991), Handballspieler
- Cecilie Greve (* 1992), Handballspielerin
- Frederik Tingager (* 1993), Fußballspieler
- Nick Sörensen (* 1994), Eishockeyspieler